# Auspicia quaedam
Auspicia quaedam è la quattordicesima enciclica pubblicata da papa Pio XII il 1º maggio 1948.

## Contenuto
Il Papa chiede preghiere nel mese di maggio per ottenere la fine delle tragiche conseguenze della guerra e dei motivi di discordia. Al mondo cristiano e ai reggitori dei popoli offre delle direttive fondamentali per una pace nella giustizia e nella carità. Siccome il conflitto armato continua in Palestina, il papa chiede preghiere perché anche là torni la pace. Invita inoltre i cristiani a rinnovare la consacrazione al Cuore immacolato di Maria.